# Bartolomeo III Martinengo

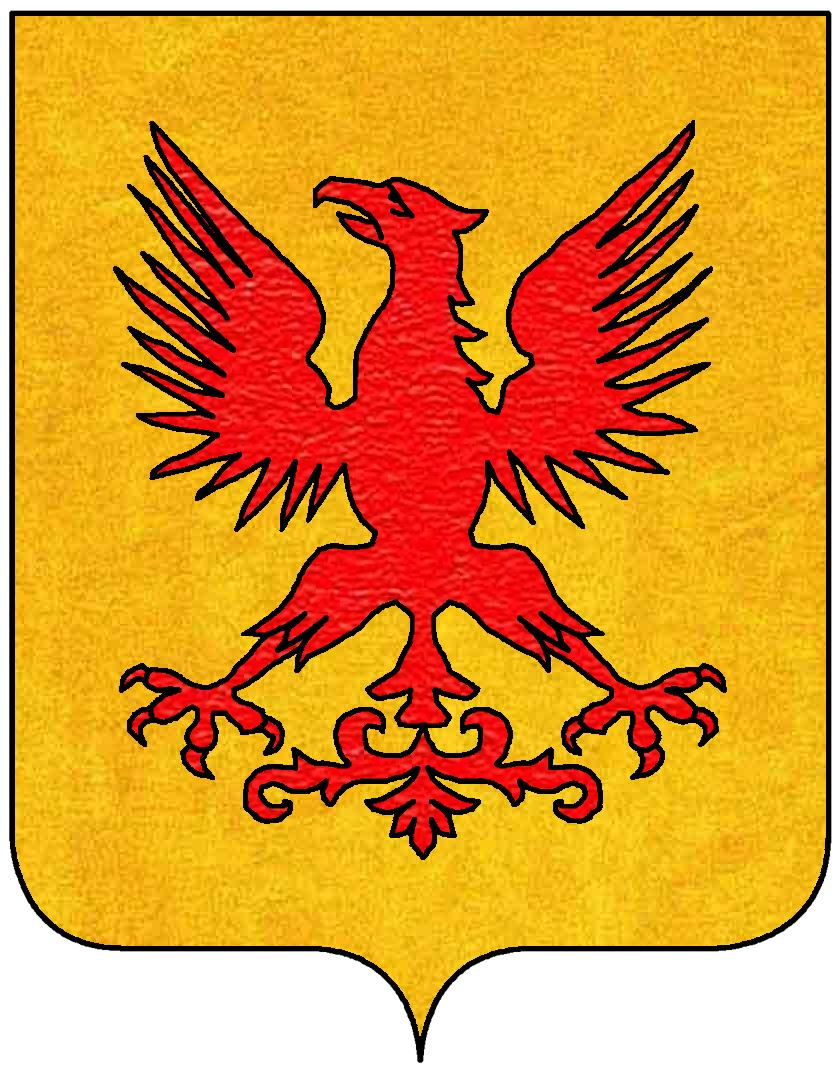
Stemma dei Martinengo

Bartolomeo III Martinengo di Villagana (Brescia, 1487 – 1558) è stato un nobile italiano.

## Biografia
Bartolomeo III Martinengo Conte di Villachiara e Villagana, sposò in prime nozze Rizzarda d'Este, figlia di Sigismondo I d'Este e rimasto vedovo, nel 1540 sposa la nobile Ortensia Colonna. Il matrimonio con Ortensia Colonna è ancora riconoscibile con lo stemma della famiglia Colonna all'interno del castello di Villachiara.
Da questo matrimonio si avranno: Antonio Martinengo.